# Bernoulli-Prozess
Ein Bernoulli-Prozess oder eine Bernoulli-Kette (benannt nach Jakob I Bernoulli) ist eine Folge von stochastisch unabhängigen Bernoulli-Experimenten. Bei einem solchen Experiment gibt es stets nur zwei Ausgänge, Erfolg oder Misserfolg. Zudem muss die Wahrscheinlichkeit für einen Erfolg und somit auch die Wahrscheinlichkeit für einen Misserfolg bei jedem der Experimente dieselbe sein.

## Eigenschaften
In mathematischer Terminologie ist ein Bernoulli-Prozess ein zeitlich diskreter stochastischer Prozess, der aus einer endlichen oder abzählbar unendlichen Folge von unabhängigen Versuchen mit Bernoulli-Verteilung zum selben Parameter {\displaystyle p\in \left[0,1\right]} besteht. Das heißt, für jeden der Zeitpunkte 1, 2, 3, … wird „ausgewürfelt“, ob ein Ereignis mit Wahrscheinlichkeit {\displaystyle p} eintritt oder nicht.
Der Prozess kann durch eine Folge von unabhängigen Zufallsvariablen {\displaystyle X_{1},X_{2},X_{3},\dotsc } beschrieben werden, von denen jede mit der konstanten Wahrscheinlichkeit {\displaystyle p} den Wert 1 (Erfolg) und mit der Wahrscheinlichkeit {\displaystyle 1-p} den Wert 0 (Misserfolg) annimmt.
Je nach Fragestellung interessiert man sich für eine oder mehrere der folgenden Zufallsvariablen:
- Die Anzahl {\displaystyle S_{n}} erfolgreicher Versuche nach Durchführung von insgesamt {\displaystyle n} Versuchen. Sie folgt einer Binomialverteilung. Es gilt {\displaystyle S_{n}=X_{1}+\dotsb +X_{n}}.
- Die Anzahl {\displaystyle T_{r}} von Versuchen, die benötigt werden, um eine vorgegebene Anzahl von {\displaystyle r} Erfolgen zu erzielen. Sie folgt der negativen Binomialverteilung. Insbesondere ist die Wartezeit auf den ersten Erfolg geometrisch verteilt.

Die Anzahl der Erfolge nach {\displaystyle n} Versuchen bei einem Bernoulli-Prozess ist eine spezielle Markow-Kette: Beim Schritt von {\displaystyle n} nach {\displaystyle n+1} geht das System mit der Wahrscheinlichkeit {\displaystyle p} aus dem Zustand {\displaystyle k} in den Zustand {\displaystyle k+1} über, sonst bleibt es im Zustand {\displaystyle k}.
Ein Bernoulli-Prozess hat die Ergebnismenge {\displaystyle \Omega =\{S,F\}^{\mathbb {N} }} und jede Zufallsvariable {\displaystyle X_{i}} hat zwei möglichen Ergebnisse, {\displaystyle S} (Erfolg) und {\displaystyle F} (Misserfolg), also ist {\displaystyle X_{i}\in \{S,F\}}. Für jede Zufallsvariable {\displaystyle X_{i}} tritt mit der gleichen Wahrscheinlichkeit Erfolg bzw. Misserfolg auf. Ist {\displaystyle p} die Wahrscheinlichkeit für Erfolg, dann ist {\displaystyle 1-p} die Wahrscheinlichkeit für Misserfolg, also {\displaystyle P\{X_{i}=S\}=p} und {\displaystyle P\{X_{i}=F\}=1-p}.
Die Anzahl {\displaystyle S_{n}=\sum _{i=1}^{n}1\{X_{i}=S\}} der erfolgreichen Versuche hat den Erwartungswert {\displaystyle \operatorname {E} (S_{n})=np} und die Varianz {\displaystyle \operatorname {Var} (S_{n})=np(1-p)}.
Die Zufallsvariable {\displaystyle S_{n}}, die angibt, wie viele von {\displaystyle n} Bernoulli-Versuchen erfolgreich waren, folgt der Binomialverteilung. Wir leiten diese Verteilung im folgenden Beispiel mit einem Würfel her.

## Beispiele

### Würfel
Beim Würfeln werde die Sechs als Erfolg gewertet. Die Erfolgswahrscheinlichkeit ist also {\displaystyle p={\tfrac {1}{6}}}, die komplementäre Wahrscheinlichkeit für einen Misserfolg ist {\displaystyle 1-p={\tfrac {5}{6}}}. Gefragt sei nun nach der Wahrscheinlichkeit, in {\displaystyle n=5} Würfen genau {\displaystyle k=2} Sechsen zu werfen. Die Antwort auf diese Frage findet man wie folgt: Die Wahrscheinlichkeit, erst 2 Sechsen, dann 3 andere Augenzahlen zu werfen, ist {\displaystyle p^{2}(1-p)^{3}}. Da es auf die Reihenfolge aber nicht ankommt, ist diese Wahrscheinlichkeit zu multiplizieren mit der Anzahl der Möglichkeiten, zwei (ununterscheidbare) Sechsen auf 5 Würfe zu verteilen. Der Kombinatorik zufolge ist diese Anzahl durch den Binomialkoeffizienten {\displaystyle {\tbinom {5}{2}}} gegeben. Die gesuchte Wahrscheinlichkeit lautet also:
{\displaystyle B(2|p,5)={\binom {5}{2}}p^{2}(1-p)^{5-2}}
Davon verallgemeinert lautet die Wahrscheinlichkeit in {\displaystyle n} Bernoulli-Versuchen genau {\displaystyle k} mal Erfolg zu haben
{\displaystyle P(S_{n}=k)=B(k|p,n)={\binom {n}{k}}p^{k}(1-p)^{n-k}}
Diese Funktion heißt Binomialverteilung.

### Irrfahrt
Ein betrunkener Fußgänger (oder ein diffundierendes Teilchen) bewegt sich auf einer Linie bei jedem Schritt mit der Wahrscheinlichkeit {\displaystyle p} vorwärts, mit der Wahrscheinlichkeit {\displaystyle 1-p} rückwärts. Man interessiert sich beispielsweise für die Entfernung vom Ausgangspunkt. Ein solches Modell wird in der Physik als eindimensionale Zufallsbewegung bezeichnet. Die Position {\displaystyle Y_{n}} des Fußgängers nach {\displaystyle n} Schritten lässt sich mithilfe des Bernoulli-Prozesses {\displaystyle (X_{k})} darstellen als
{\displaystyle Y_{n}=Y_{0}+\sum _{k=1}^{n}(2X_{k}-1)=Y_{0}+2S_{n}-n}
Ist beispielsweise eine Realisierung des Bernoulli-Prozesses durch die Folge
{\displaystyle (X_{n})=1,0,0,1,1,1,0,1,1,0,\ldots }
gegeben, dann ist die Folge
{\displaystyle (Y_{n})=1,0,-1,0,1,2,1,2,3,2,\ldots }
mit {\displaystyle Y_{0}=0} die zugehörige Irrfahrt.